# Paul Grenier
Paul Grenier (1768 - 1827), a fost un militar francez al perioadei războaielor Revoluției și războaielor napoleoniene. După Restaurație s-a implicat în viața politică a Regatului.
Voluntar în 1791, se remarcă și urcă repede în ierarhia militară, devenind rapid general de divizie în 1794 și participă la o serie de bătălii importante ale Războaielor Revoluției, mai ales în cadrul campaniilor din nord și de pe Rin, apoi în cadrul campaniei din Italia. Prieten cu Moreau, sub comanda căruia servise, este considerat suspect de Primul Consul Bonaparte, care nu îi acordă comandamente importante. Grenier petrece o lungă perioadă de timp în Italia, ocupând o serie de posturi secundare, înainte de a i se acorda comanda unui important corp de armată în cadrul armatei „din Italia”, sub comanda viceregelui Italiei, prințul Eugène (1809). Grenier are un rol important în campania ce se declanșează împotriva austriecilor în nordul Italiei, Slovenia și Ungaria, fiind decisiv la Raab și aducându-și apoi aportul la victoria de la Wagram, unde este rănit. Devine conte al Imperiului, inspector general și apoi șef de stat major al armatei napolitane. Participă cu distincție la Războiul celei de-a Șasea Coaliții, acordându-i-se comanda întregii „Armate din Italia”, spre sfârșitul campaniei. După a doua abdicare a lui Napoleon I, Grenier este trecut în rezervă de regele Ludovic al XVIII-lea. Între 1818 și 1823 este deputat de Mosel, în cadrul opoziției liberale. Numele său este înscris pe Arcul de Triumf din Paris..